# Mesochorus prolatus
Mesochorus prolatus är en stekelart som beskrevs av Dasch 1971. Mesochorus prolatus ingår i släktet Mesochorus och familjen brokparasitsteklar. Inga underarter finns listade i Catalogue of Life.